# Сакмары
Сакмары — деревня в Пермском районе Пермского края. Входит в состав Гамовского сельского поселения.

## География
Расположена в верхнем течении реки Чечера (левый приток реки Пыж), непосредственно к северу от административного центра поселения, села Гамово.

## Население
| 2010 |
| ---- |
| 31   |

## Топографические карты
- Лист карты O-40-77 Юг. Масштаб: 1 : 100 000. Состояние местности на 1983 год. Издание 1985 г.